# キッペス (小惑星)
キッペス (1780 Kippes) は小惑星帯に位置する小惑星である。ドイツの天文学者アウグスト・コプフがハイデルベルクで発見した。
小惑星の軌道の計算の業績で知られるドイツの司祭で天文学者のオットー・キッペスから命名された。